# Edmond Hanssens (koloniaal)

Kapitein Hanssens in het boek van Alexandre Delcommune

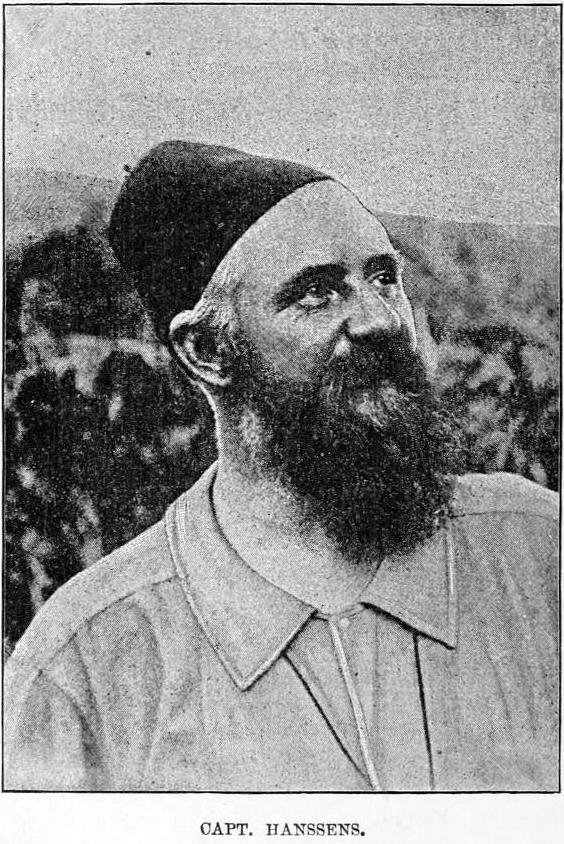
Kapitein Hanssens in het boek van Stanley

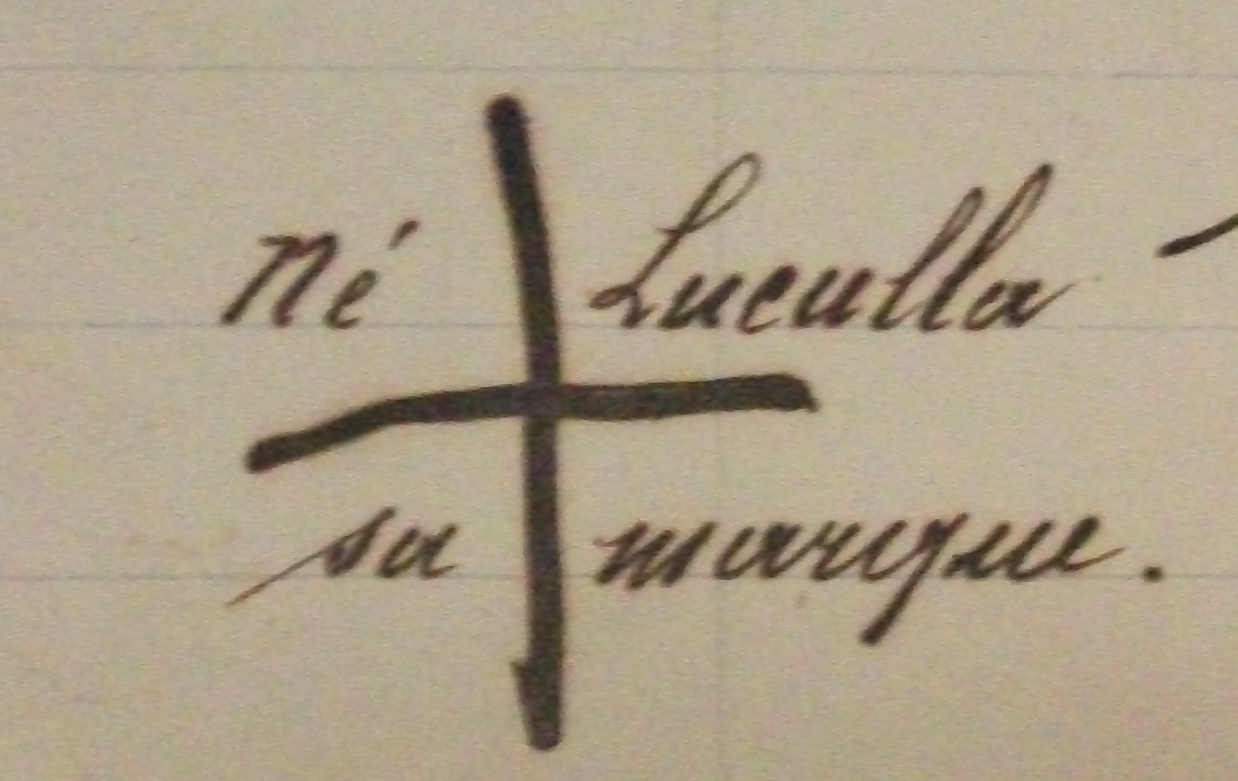
Ondertekening door Né Luculla van een "verdrag" zoals Hanssens er afsloot

Edmond Winnock ("Winnie") Victor Hanssens (Veurne, 25 juli 1843 - Vivi, 28 december 1884) was een Belgisch militair, verkenner en koloniaal. Van 1882 tot 1884 ondernam hij in opdracht van Stanley vier expedities in Congo.

## Levensloop
Edmonds ouders waren Jean Hanssens uit Brugge en Victoire Pluvier uit Sint-Winoksbergen. Vader Hanssens was belastingontvanger en liet zijn gezin regelmatig verhuizen. Broers Alphonse en Gustave waren resp. dertien en acht jaar ouder dan Edmond. 
In 1862 werd hij onderofficier bij het elfde linieregiment. Hij bleef dit een tijdlang en ging dan les volgen aan de krijgsschool (1871). Dit leverde hem vijf jaar later een promotie op tot kapitein van zijn regiment. Hij werd zelf repetitor aan de Koninklijke Militaire School in de abdij van Ter Kameren. In 1881 bood hij zijn diensten aan bij het Comité d'études du Haut-Congo. Hij vertrok op avontuur naar Afrika.
Met drie luitenants kwam hij op 5 maart 1882 aan in Banana. Nauwelijks een half jaar later kreeg hij al tijdelijk de leiding over de Belgische aanwezigheid, na het vertrek van Henry Morton Stanley en geograaf-bioloog Eduard Pechuel-Lösche. Op korte tijd leidde hij vier expedities om land in te nemen voor Leopold. Hij moest optornen tegen de Fransen die onder Pierre Savorgnan de Brazza met hetzelfde bezig waren. Hanssens had een zekere handigheid in de omgang met de lokale bevolking. In ruil voor stoffen en snuisterijen bewoog hij stamhoofden ertoe om "verdragen" af te sluiten waarin ze toelating gaven om een post op te richten of zelfs de soevereiniteit over hun gebied afstonden.
Terug in Vivi kreeg Hanssens koorts waaraan hij op enkele dagen tijd bezweek.

## Onderscheidingen en nagedachtenis
- Ridder in de Leopoldsorde (1884)
- In Veurne werd in 1890 een buste van Hanssens ingehuldigd (bekostigd door Arthur Van den Nest, Antwerps schepen en voorzitter van de Anglo-Belgian Indian Rubber and Exploration Company).
- Het Koninklijk Museum voor Midden-Afrika bezit een andere buste van Hanssens en een aquarelportret door zijn vriend Lieven Van de Velde.
- In Veurne is een straat naar hem genoemd.
- Op 17 juli 1942 werd een Spitfire van het 350e Smaldeel "Hanssens" gedoopt. Het was een van de zestien toestellen gefinancierd door de bevolking van Belgisch-Congo.